# Les heures del mas

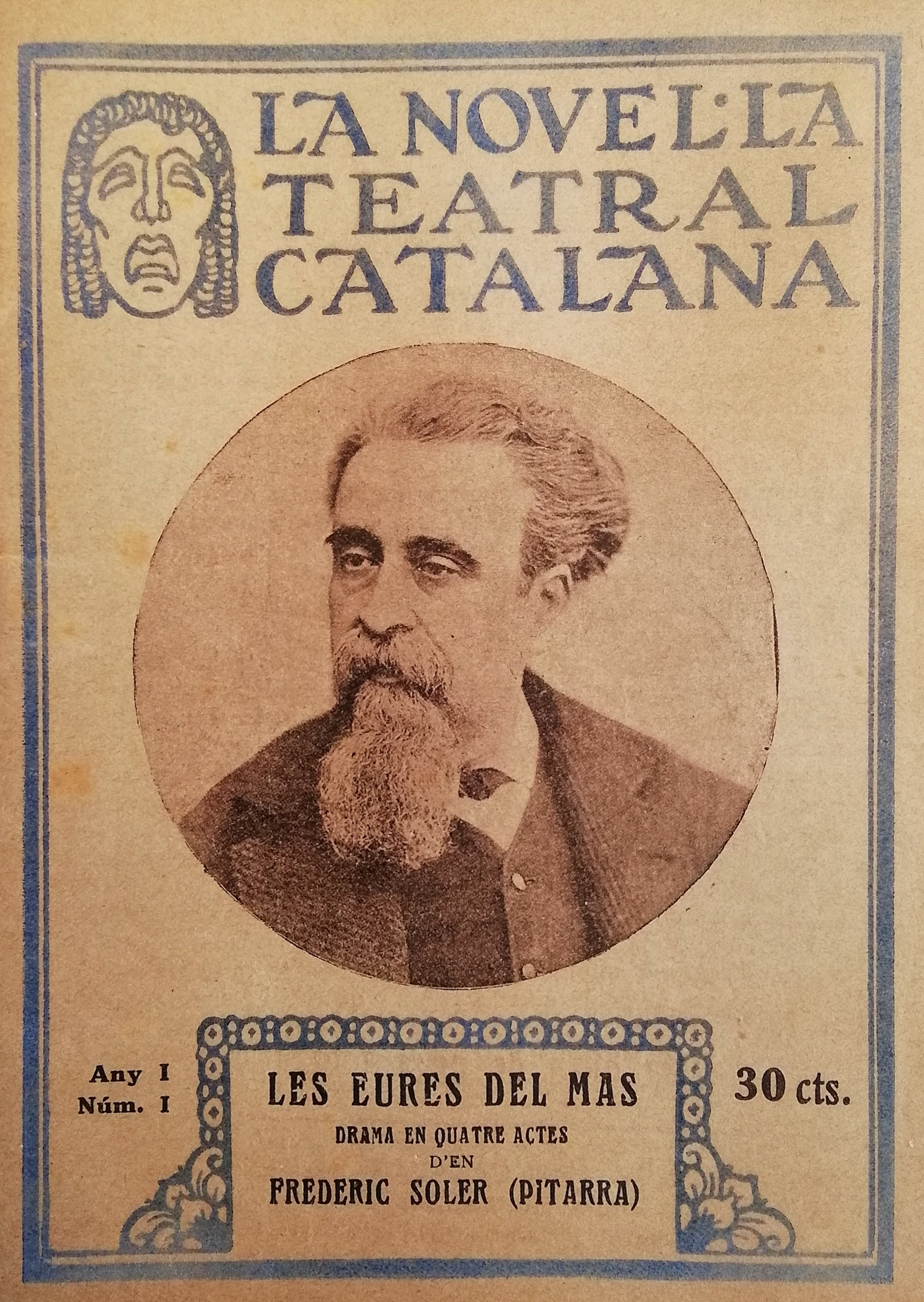
Les heures del mas en una edició publicada per La Novel·la Teatral Catalana l'any 1918

Las euras del mas (Les heures del mas, en català normatiu) és un drama històric en quatre actes i en vers, original de Frederic Soler, estrenat al Teatre de l'Odèon, el dia 19 de març de 1869. Se situa en l'ona de publicacions del Sexenni Democràtic que va seguir l'abolició de la censura. Tot i ser a primera vista un drama històric, segons Carme Morell, té «una segona lectura clarament política que palesa l'escepticisme que la política espanyola li inspirava».

## Repartiment de l'estrena
- Blanca: Carlota de Mena
- Anton: Andreu Cazurro
- Guillem: Hermenegild Goula
- Llàtzer: Josep Tort
- El marquès: Jaume Virgili
- Andreu: Josep Jané
- Robledo: Joaquim Pinós
- Joan: Joaquim Bigorria
- Manyà: Miquel Alsina
- Un capità: Francesc Manresa
- Vigatà 1: Miquel Alsina
- Vigatà 2: Lluís Muns
- Mossos, vigatans i soldats.

## Edicions
- Las Euras del Mas: Drama en Quatre Actes y en Vers. 4ª edició.  Barcelona: Impremta de Salvador Bonavia, 1906, p. 114.
- Les eures del mas. Drama en quatre actes. Barcelona: La Novel·la Teatral Catalana, 1918.
- Las Euras del Mas: Drama en Quatre Actes y en Vers. reedició de 2012 en facsímil per Nabu Press.  Barcelona: E. Puig, 1873, p. 114. ISBN 978-1286711026.